# 4. Flak-Division
A 4. Flak-Division (em português: Quarta Divisão Antiaérea) foi uma divisão de defesa antiaérea da Luftwaffe durante a Alemanha Nazi, que prestou serviço na Segunda Guerra Mundial. Foi criada a partir do Luftverteidigungskommando 4.

## Comandantes
- Gerhard Hoffmann - (1 de setembro de 1941 - 28 de fevereiro de 1942)[2]
- Johannes Hintz - (5 de março de 1942 - 26 de fevereiro de 1944)[2]
- Ludwig Schilffarth - (26 de fevereiro de 1944 - 30 de outubro de 1944)[2]
- Max Hecht - (5 de novembro de 1944 - 18 de abril de 1945)[2]